# Satoshi Ōtomo
Satoshi Ōtomo (大友 慧?, Ōtomo Satoshi; Chiba, 1º ottobre 1981) è un ex calciatore giapponese naturalizzato filippino, di ruolo centrocampista.